# Штира
Штира је река која настаје од више изворишних кракова што долазе са падина Главице (703 m), Белега (692 m) и Лисине (657 m). Дужина Штире са главним изворишним краком Штира потоком износи 15,5 km. Површина слива је 43,4 km² а просечан протицај на ушћу у Дрину је 0,5 m³/s. Кроз Лозницу и Лозничко Поље корито Штире је регулисано. Долина је предиспонирана раседном линијом а састоји се од две кратке клисуре и три проширења. Штира са леве стране прима 17 а са десне стране 6 притока. Од њих је најдужа Сува Река.